# كاثرين فيني
كاثرين فيني (بالإنجليزية: Kathryn Finney)‏ هي رائدة أعمال وكاتِبة أمريكية، ولدت في القرن العشرين في ميلواكي في الولايات المتحدة.